# Synagoge (Sofia)

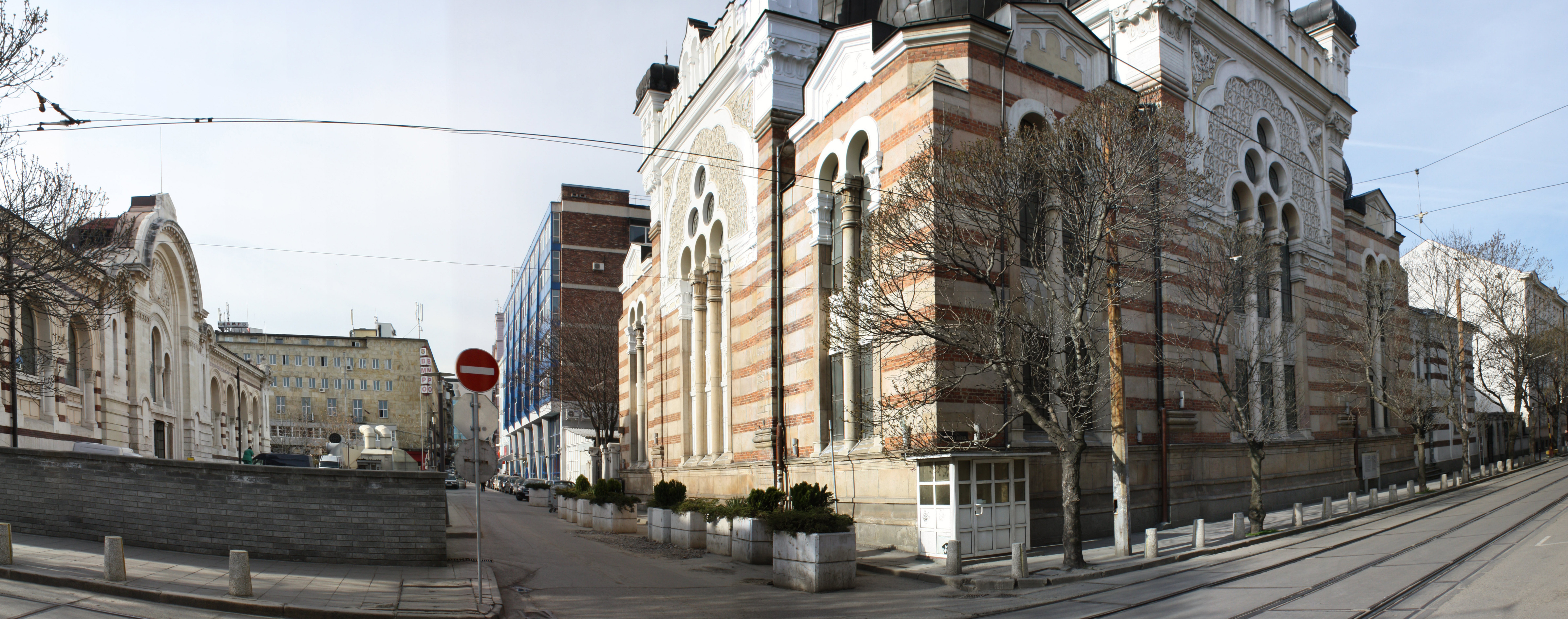
Die Patriarch Eftimi Straße (von rechts nach links) mit der Synagoge rechts und der Zentralmarkthalle links

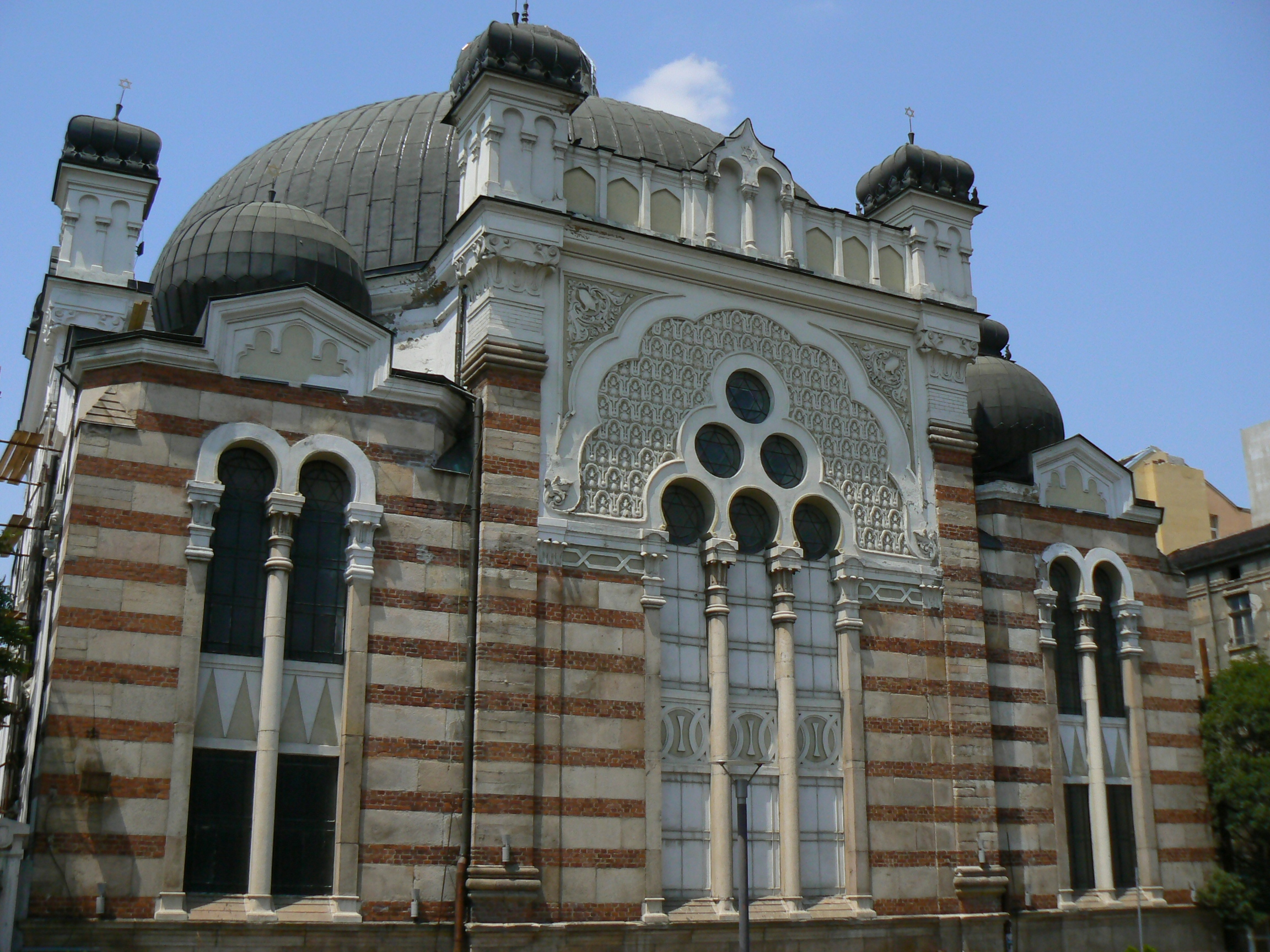
Blick von der Zentralmarkthalle auf die Synagoge

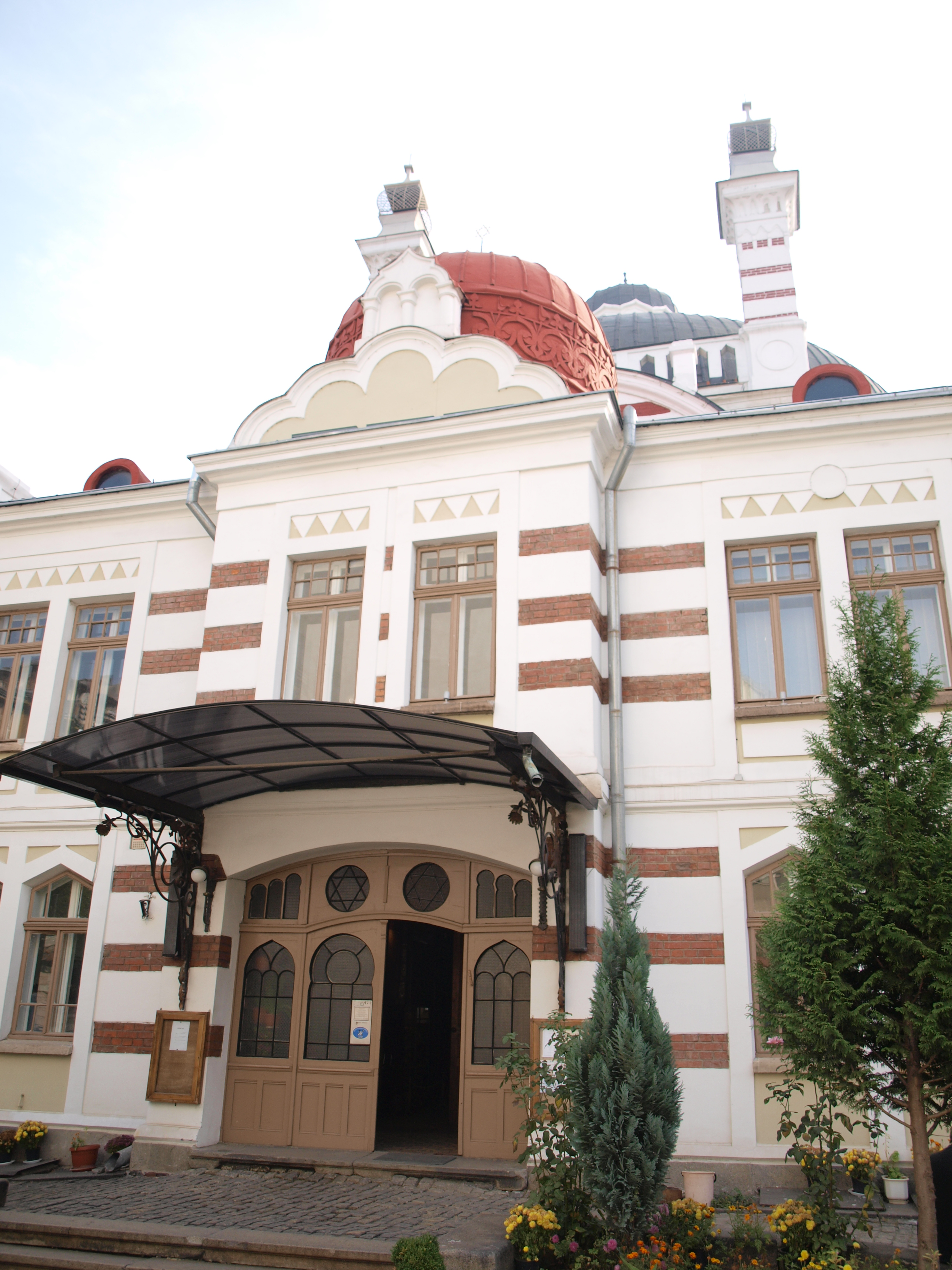
Eingang der Synagoge (Westseite)

Lageplan der Räume – 1: zentraler Gebetsraum, 2: Ecknischen, 3: Plätze für die Frauen, 4: Altar, 5: Vorraum (Narthex)

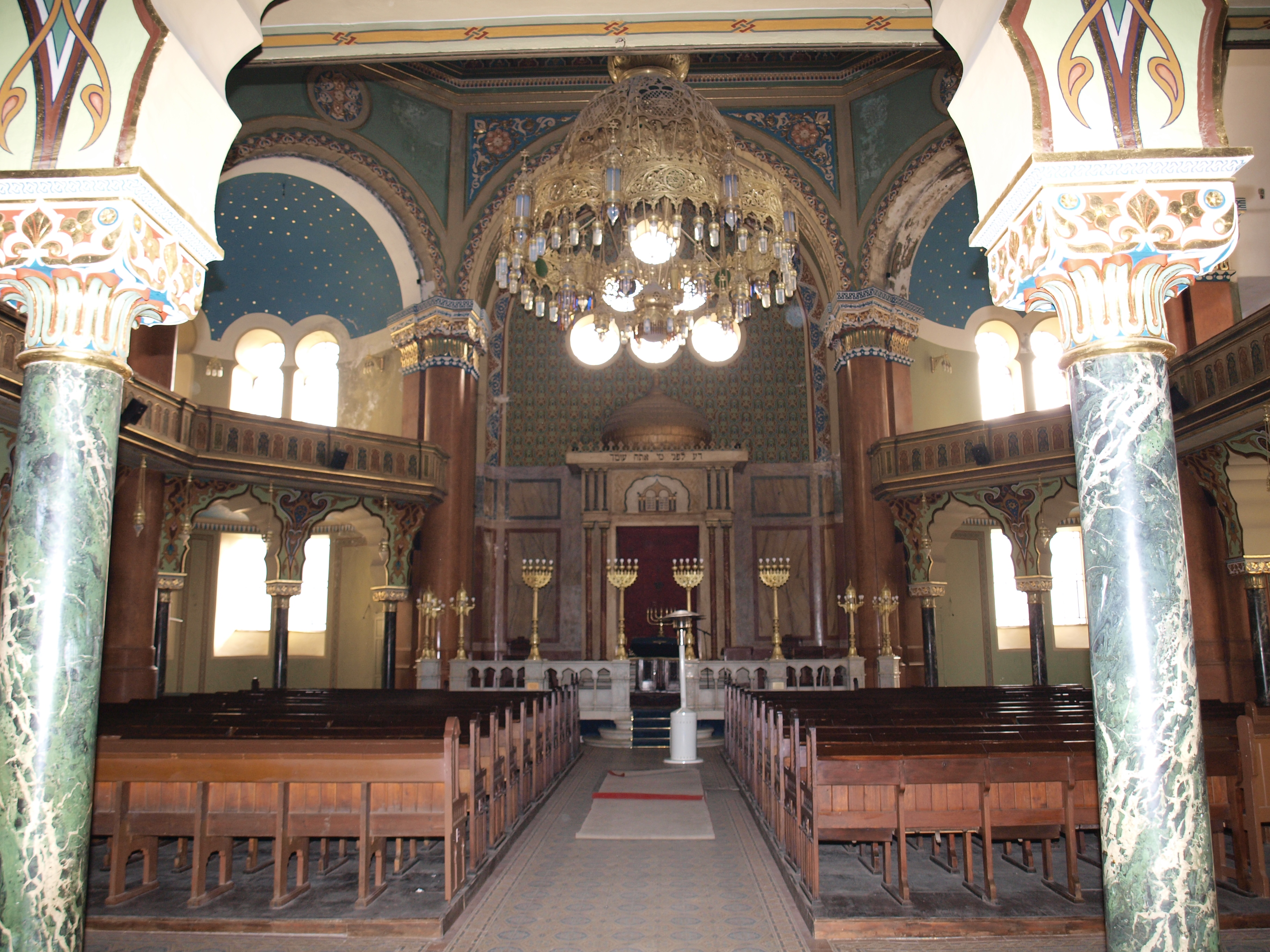
Das Innere der Synagoge

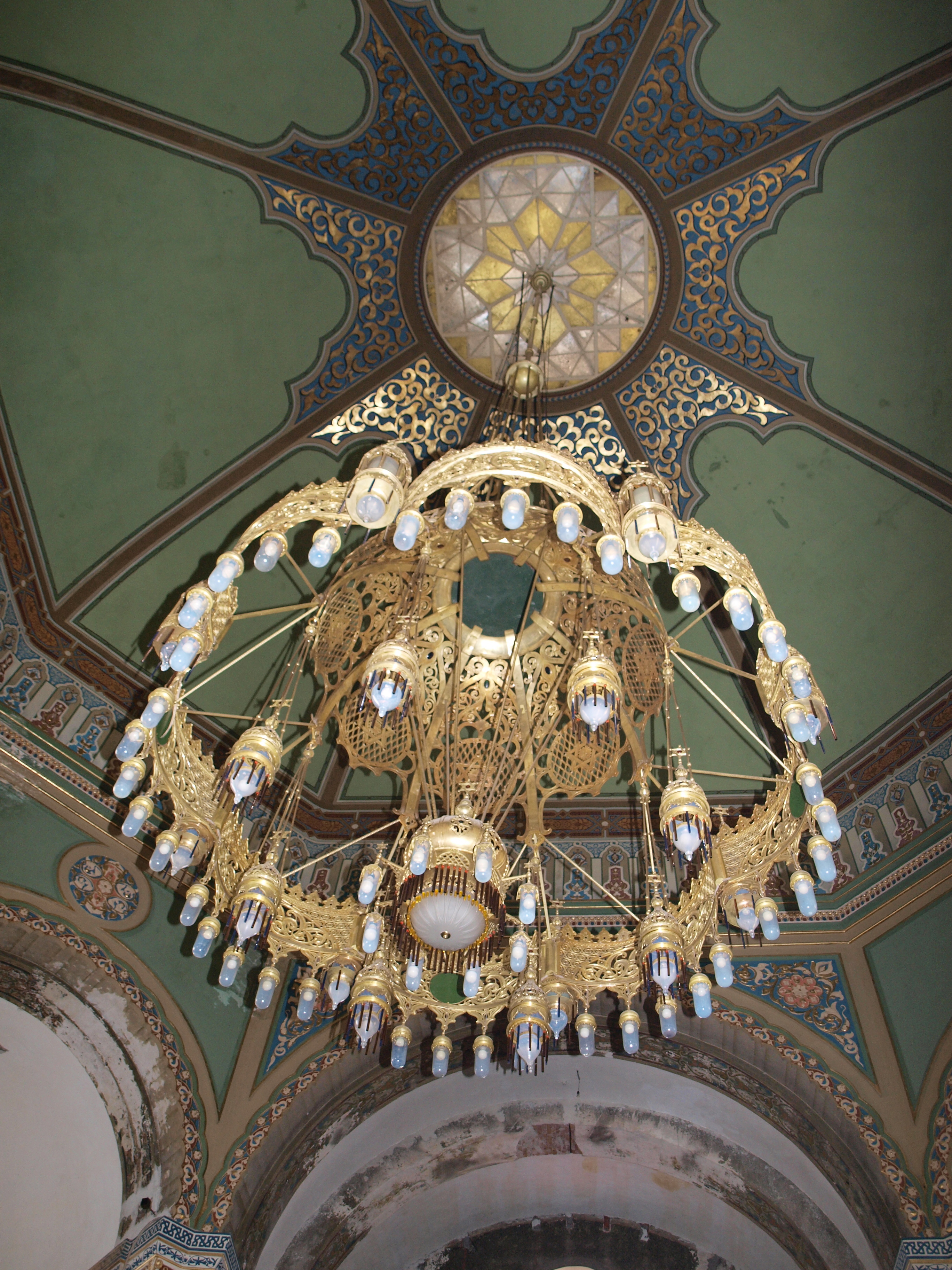
Der 1,7-Tonnen-Kronleuchter

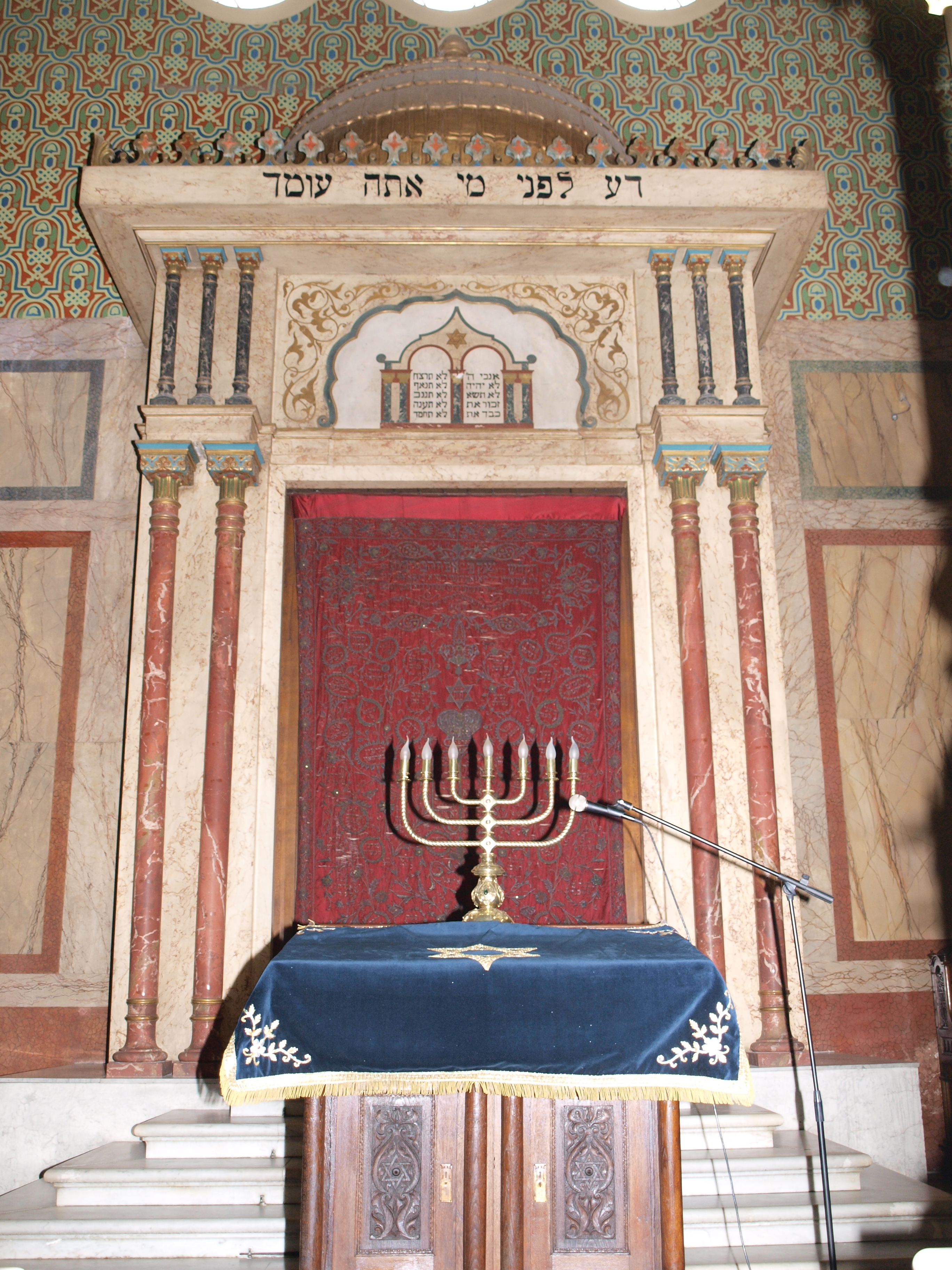
Der Altar, mit dem siebenarmigen Leuchter (Menora)

Die Synagoge in Sofia (bulgarisch Софийска синагога Sofijska Sinagoga) ist eine Synagoge, die von 1905 bis 1909 erbaut wurde. Sie ist die zweitgrößte sephardische Synagoge in Europa und die größte sephardische Synagoge der Europäischen Union.
Die Synagoge befindet sich unmittelbar im Zentrum der bulgarischen Hauptstadt, an der Exarch Josif Straße Nr. 16, Ecke George Washington Straße, direkt auf der Rückseite der Zentralmarkthalle Sofia, nur 120 m nordwestlich der Banja-Baschi-Moschee an der Grenze des damaligen Viertels Jutch Bunar. Ganz in der Nähe befindet sich auch der sehr belebte Schenski pasar (bulg. Женски пазар; Frauenmarkt) und die Pirotska-Straße.
Wegen ihres einmaligen architektonischen und kulturellen Wertes wird die Synagoge seit 1955 in der Liste der Kulturdenkmäler Bulgariens von nationaler Bedeutung geführt.

## Geschichte
Die Sofioter Synagoge ist eine der beiden in Betrieb befindlichen Synagogen Bulgariens – neben der Zion-Synagoge in Plowdiw, sie ist die zweitgrößte auf der Balkanhalbinsel und die viertgrößte in Europa nach der Großen Synagoge in Budapest, der Großen Synagoge in Pilsen und der Großen Synagoge in Edirne. Somit ist sie die zweitgrößte sephardische Synagoge Europas.
Die jüdische Gemeinde (Kehillah) von Sofia besteht hauptsächlich aus Nachkommen von sephardischen Juden, die nach dem Alhambra-Edikt von 1492 aus Spanien geflüchtet waren und im Osmanischen Reich unter Sultan Bayezid II. aufgenommen wurden.
Die ersten Juden waren im 4. und 5. Jahrhundert aus Griechenland in das Gebiet des heutigen Bulgarien gekommen.
Im 10. Jahrhundert zogen Juden aus Byzanz nach Bulgarien, im 14. Jahrhundert aus Deutschland, im 15. Jahrhundert aus dem Königreich Kastilien und dem Königreich Aragon. Vom 14. bis 16. Jahrhundert kam eine größere Zahl von Juden aus Spanien, Deutschland, Ungarn und Frankreich. Im 18. Jahrhundert kamen weitere Juden im Rahmen des zunehmenden Handels. Es gab mehrere Synagogen für die verschiedenen jüdischen Gemeinden in Sofia. Um 1900 waren die ungefähr 8000 Juden überwiegend sephardisch. Die erste bulgarische Verfassung, die Verfassung von Tarnowo (1879) garantierte ihnen Freiheit und rechtliche Gleichstellung. Neben einigen wohlhabenden gab es sehr viel arme Juden, die unter Diskriminierung litten, beispielsweise in der Bildung oder dem Landbesitz.
Die aschkenasischen Juden waren im Gegensatz zu den sephardischen Juden meist schlechtergestellt. Um die Jahrhundertwende wurde das alte Stadtviertel im Zentrum Sofias abgerissen, das vorwiegend von Juden, Roma und Türken bewohnt wurde. Die verschiedenen ethnischen Gruppen bekamen jeweils eigene Wohngebiete zugewiesen. Nach einem Jahrzehnt ohne Großrabbiner bekam die Sofioter Jüdische Gemeinde 1901 wieder einen Großrabbiner, der zwei Jahre später mit den ersten Planungen zur Synagoge begann.
Der Bau der großen neuen Synagoge war Teil der Bemühungen des in Lemberg geborenen Großrabbiners Marcus Ehrenpreis, sowie der örtlichen Gemeindevorsteher Ezra Tadjer und Abraham Davichon Levy, die Jüdische Gemeinde in Bulgarien zu reorganisieren. Sie gehörten zu den wenigen reichen Juden, die gute Beziehungen zum bulgarischen Königshof unterhielten, durch Vermittlung des jüdischen Bildhauers Boris Schatz, der am Hof für Prinz Ferdinand tätig war. Der mit dem Entwurf der Synagoge befasste, österreichische Architekt Friedrich Grünanger (1856–1929), der sich von 1878 bis 1905 in Bulgarien aufhielt, war der königliche Hofarchitekt, er hatte bereits die königlichen Residenzen in Sofia, Rasgrad und Schumen entworfen. Er war zu jener Zeit der bekannteste Architekt in Bulgarien.
An der Stelle der heutigen Synagoge stand während der osmanischen Herrschaft, vor dem Bau der neuen Synagoge, die alte Synagoge Ahava und Chesed – hebräisch für "Liebe und Güte" (אהבה וחסד). Diese alte Synagoge war ungefähr nach 1826 gebaut worden, nachdem Sultan Mahmud II. den nichtmoslemischen Gemeinden gestattet hatte ihre eigenen Gotteshäuser zu errichten, allerdings mit der Bedingung, dass sie bescheiden gebaut sein müssen und nicht mit den Moscheen in architektonische Konkurrenz treten dürften. Synagogen wurden seit Alters her bevorzugt im Zentrum von kompakten jüdischen Wohngebieten errichtet, da am Sabbat, dem Ruhetag, keine Arbeiten erledigt werden dürfen, zahlreiche strikte Tätigkeitsverbote einzuhalten sind und die Juden höchstens 800 Schritte zurücklegen dürfen.
Als die Periode der Bulgarischen Wiedergeburt mit der Unabhängigkeit des modernen Bulgarien 1878 nach dem Russisch-Osmanischen Krieg endete, gab es vier Synagogen in Sofia. Zu jener Zeit waren immerhin ein Drittel der Sofioter jüdischen Glaubens. Insgesamt drei der Sofioter Synagogen fielen den ambitionierten Plänen des Bürgermeisters Dimitar Petkow (Amtszeit: 1888 bis 1893) zur neuen Gestaltung der Stadt Sofia zum Opfer. Eine dieser heute nicht mehr erhaltenen Synagogen war die Cahal de Francos Synagoge (an der Straßenecke Boulevard Knjaginaja Maria Luisa und ul. Trapesiza), die 1890 abgerissen wurde, da sie im Rahmen einer Straßenverbreiterung im Wege stand, diese Synagoge hatte vier im Rechteck aufgestellte tragende Säulen in der Mitte des großen Saals. An der Stelle der vierten Sofioter Synagoge wurde eine Ladenpassage errichtet, deren Einnahmen der jüdischen Gemeinde zuflossen. Diese Einnahmen und die Entschädigungszahlungen der Gemeinde Sofia für die abgerissenen Synagogen versetzte die jüdische Gemeinde in die Lage, den Bau einer neuen repräsentativen Synagoge finanzieren zu können.
Die letzte griechische Synagoge in Sofia war 1881 geschlossen worden.
Der Architekt der heutigen Sofioter Synagoge, Friedrich Grünanger, nahm die Synagoge Leopoldstädter Tempel in Wien als Vorbild für seinen Bau (nach anderen Angaben diente der Türkische Tempel – eine sephardische Synagoge, ebenfalls in Wien-Leopoldstadt, als Vorlage). Diese alten sephardischen Synagogen in Wien wurden später, während der Novemberpogrome 1938, zerstört.
Die ersten Vorbereitungen für den Bau der Synagoge begannen 1903, nachdem die jüdische Gemeinde in Sofia durch den neuen, sehr aktiven Großrabbiner Marcus Ehrenpreis nach dem französischen Modell der Consistoire central israélite reorganisiert wurde. 1903 umfasste die jüdische Gemeinde in Sofia 10.000 Personen. Die eigentlichen Bauarbeiten begannen jedoch erst am 13. November 1905. Die Sofioter Synagoge wurde am 9. September 1909 eingeweiht. Gäste der Einweihungsfeier waren der bulgarische König Ferdinand I. und dessen zweite Frau Eleonore Reuß zu Köstritz, Ministerpräsident Aleksandar Malinow sowie Minister, höhere Offiziere und hohe Geistliche der Bulgarisch-Orthodoxen Kirche.
Die Baukosten der Synagoge beliefen sich auf 438.000 Gold-Lewa.
Seit der Inbetriebnahme der Synagoge wurde sie auch zum Sitz des Oberrabbiners von Sofia und des Oberrabbiners von Bulgarien. Auch das Rabbinatsgericht (Beth Din) hat seinen Sitz in der Synagoge. Die Synagoge war seit ihrer Einweihung 1909 immer in Betrieb. Lediglich 1943 und 1944, als die meisten Sofioter Juden aufs Land verschickt wurden, gab es keine Gottesdienste. Besondere Schäden durch die Nazis erlitt die Synagoge auch nicht. Jedoch wurde sie bei den Bombardierungen von Sofia (1944) mehrmals getroffen und beschädigt, wobei die Galerie, einige Säulen und die Kuppel teilweise zerstört wurden. Dabei verbrannte auch ein Großteil der wertvollen Bestände der jüdischen Bibliothek.
Nach dem Krieg emigrierten die meisten bulgarischen Juden nach Israel.
Die offiziell atheistische Regierung der Volksrepublik Bulgarien beließ die Synagogen in Sofia und Samokow als nationale Kulturdenkmäler.
Die verbleibende jüdische Gemeinde konnte sich eine Reparatur und vollständige Restaurierung der Synagoge nicht leisten, so dass nach 1945 bis zur politischen Wende in Bulgarien 1989 nur kleinere Reparaturen durchgeführt wurden. Die Behebung der Schäden an der Synagoge durch das Erdbeben von 1977 wurden durch den bulgarischen Staat bezahlt. Erst ab 1989 begann die sich wiederbelebende jüdische Gemeinde, obwohl immer noch sehr klein, mit einer großen Restauration der Synagoge, die wegen ihres baulichen Zustandes praktisch nicht mehr als Synagoge benutzbar war. Die Restaurierung wurde durch Spenden finanziert, unter anderem auch mit internationaler Hilfe von bulgarischen jüdischen Emigranten aus Haifa. Nach den Plänen der bulgarischen Regierung sollte der große Saal der Synagoge in einen Konzertsaal umgewandelt werden. Die Bauarbeiten begannen 1970 und zogen sich, ohne fertigzuwerden, bis 1989 hin, so lange stand auch ein Baugerüst im großen Saal. So wurde die Synagoge von den bulgarischen Kommunisten einerseits nicht offiziell geschlossen, war aber auch nicht in Betrieb. 1980 wurde die Synagoge offiziell geschlossen. Eine zweite Etappe der Restaurierung der Synagoge 2008, nach der 100-Jahr-Feier ihres Bestehens 2005, wurde vom bulgarischen Staat bezahlt – etwas mehr als 700.000 Lewa.
Offiziell wurde die Synagoge 1996 neu eingeweiht, in Anwesenheit einer israelischen Delegation unter Leitung des Vorsitzenden der Knesset ("Sprecher der Knesset") Dan Tichon. Die Restaurierungsarbeiten wurden jedoch noch ein weiteres Jahrzehnt fortgesetzt. Seit 1992 beherbergt die Synagoge das Jüdische Historische Museum der Organisation der Juden in Bulgarien "Schalom", das die Jüdische Gemeinde in Bulgarien, die Geschichte ihrer Ansiedlung, das jüdische Alltagsleben, den Holocaust und die Rettung der bulgarischen Juden abhandelt. Das Museum besteht seit 1992 und ist gewissermaßen eine Fortsetzung der Dauerausstellung zur "Rettung der bulgarischen Juden" (1941–1942).
In der (christlichen) orthodoxen Kirche werden die Gotteshäuser als Tempel (griechisch naos) bezeichnet. Eine Synagoge ist jedoch für die Juden kein Tempel, da das Judentum bis 70 n. Chr. nur einen einzigen Tempel kannte, den Jerusalemer Tempel (Salomons Tempel), von dem heute nur die Klagemauer erhalten geblieben ist, und seit der hellenistischer Zeit die Synagoge. Die Synagoge ist der Ort, wo sich die Gläubigen Juden an jedem heiligen Tag, dem Sabbat versammeln, sie führen dabei keinen Gottesdienst im strengen Sinne durch, dieser kann einzig in Salomons Tempel durchgeführt werden. Die versammelten Juden führen ihre Rituale durch, beten und hören der Predigt zu.
Erst seit der Reformbewegung (Reformjudentum) des 19. Jahrhunderts wird die Synagoge auch wieder „Tempel“ genannt.
Die Anzahl der Juden in Sofia:
- 1887 – zum Ende der osmanischen Herrschaft über Sofia machten Juden 20 % der Bevölkerung von Sofia aus.
- 1880 – 4.146
- 1884/85 – 6.000
- 1903 – 10.000
- 1920 – 16.196
- Während des Zweiten Weltkrieges wurden die damals ungefähr 25.000 Juden per Gesetz aus Sofia ausgewiesen.
- Nach der Massenauswanderung der bulgarischen Juden nach Israel bis 1949 verblieben 5000 Juden in Sofia.
- Ungefähr 90 % der bulgarischen Juden emigrierten zwischen 1948 und 1951 nach Israel, das 1948 gegründet wurde.
- 1951 – 5.259
- 1964 – 4.000
- 2004 – 3.000

## Architektur
Der Architekturstil der Synagoge ist eine Mischung verschiedener Stile, was im frühen 20. Jahrhundert oft anzutreffen war. Im Wesentlichen handelt es sich um eine Mischung aus orientalisierender Architektur ("Maurischer oder Neo-Maurischer Stil") mit Elementen der Wiener Secession und an der Fassade auch venezianischer Baustil. In Bulgarien wird auch vom "Bulgarischen nationalen Romantizismus" gesprochen.
Die Außenwände der Synagoge sind mit floralen und geometrischen Motiven verziert. Der achteckige Hauptsaal, mit vier Konchen, hat einen Durchmesser von 20 m und ist 31 m hoch. Er wird nach oben von einer Kuppel abgeschlossen. Die große Zentralkuppel auf dem Dach der Synagoge hat eine Höhe von 33 m. Außer der Hauptkuppel besteht es aus vier kleineren Kuppeln, die sich an den Ecken des quadratischen Gebäudes befinden. Weiterhin werden drei der vier Außenseiten von jeweils zwei Türmchen verziert. Die nach Westen gerichtete Außenseite mit dem Eingang wird von einer weiteren kleinen Kuppel verziert. Auf den Spitzen der Kuppeln und Türmchen (zusammen 12) befindet sich jeweils ein aufgesetzter Davidstern. Alle Davidsterne sind mit ihrer Ansichtsfläche nach Osten, nach Jerusalem ausgerichtet.
Das Innere der Synagoge ist reich verziert, mit Säulen aus Carrara-Marmor, vielfarbigen venezianischen Mosaiken und dekorativen Holzschnitzereien. Der Messing-Kronleuchter im Gebetssaal ist der größte in Bulgarien, er wiegt 1700 kg (nach anderen Angaben 2200 kg) und hängt in einer Höhe von 19 m, hergestellt wurde er in Wien, wie auch viele andere Einrichtungsgegenstände in der Synagoge. Der Kronleuchter hat 65 Lampen, 440 farbige Glasstücke und 500 Davidsterne.
Die Decke ist mit einer Darstellung des Himmels verziert – viele Sterne auf einem blauen Hintergrund. Die Gesamtfläche des Gebäudes beträgt 659 m². Das Gebäude hat zwei Etagen und eine Krypta. In der ersten Etage befinden sich der große und der kleine Gebetssaal und die Büros. In der zweiten Etage liegt der Sitzungssaal, das Museum und die Bibliothek. Die Bibliothek beherbergt eine wertvolle Sammlung mittelalterlicher jüdischer Bücher. Gegenwärtig wird in der Krypta ein neues Museum gebaut. Im Hof gibt es Waschstellen und ein kleines Bad für rituelle Bäder. Der Altar ist aus weißem Marmor gefertigt, von italienischen Meistern.
Die Synagoge kann in ihrem großen Gebetssaal, der den Männern vorbehalten ist, und auf den Balkonen, wo die Frauen beten, über 1300 Menschen aufnehmen. Nach anderen Angaben bietet die Synagoge Platz für 1000 Besucher. Und wieder nach anderen Angaben hat sie im großen Gebetssaal und auf den Balkonen insgesamt 1170 Plätze. Trotz der Größe des Gebäudes wird der Gottesdienst jedoch meist nur von 50 bis 60 Männern besucht, da es wegen der "Rückwanderung" (Alija) der meisten bulgarischen Juden nach Israel und der Säkularisierung der Juden in Bulgarien immer weniger gläubige Juden in Bulgarien gibt. An Feiertagen wird die Synagoge jedoch von Hunderten von Leuten besucht, einschließlich hoher offizieller nichtjüdischer Besucher.
Bereits bei der Fertigstellung 1909 hatte die Synagoge eine eigene Heizungsanlage und einen unterirdischen Kanal zum Wladaja Fluss (bulg. Владайска река), ein Zufluss des Iskar-Flusses.
Wegen der nur kleinen Gemeinde wird der Gottesdienst an normalen Freitagen (Sabbat) nicht im großen Saal, sondern in einem kleineren Nebenraum abgehalten. Außer am jüdischen Sabbat werden Besucher eingelassen, diese müssen an der Tür klingeln.
Die Synagoge in Burgas wurde ebenfalls vom Architekten Grünanger entworfen, sie stellt eine verkleinerte Abbildung der Sofioter Synagoge dar. Diese Synagoge ist seit 1947 nicht mehr in Betrieb, sondern beherbergt die städtische Kunstgalerie am Bahnhof von Burgas. Das Gebäude ist in jüdischem Besitz und wurde an die Stadt Burgas vermietet. Heute gibt es in Burgas keine funktionierende Synagoge mehr. Neben der ehemaligen Synagoge in Burgas sind noch die Synagoge in Widin, die nur noch eine Ruine ist, und die Synagoge in Samokow (fertiggestellt 1858–1860) in jüdischem Besitz, aber nicht in Betrieb.